# Erythrorchis cassythoides
Erythrorchis cassythoides là một loài thực vật có hoa trong họ Lan. Loài này được (A.Cunn. ex Lindl.) Garay mô tả khoa học đầu tiên năm 1986.